# Neue Deutsche Welle
Neue Deutsche Welle (укр. нова німецька хвиля) — музичний жанр, що виник у 1976 році як німецькомовний варіант панку та нової хвилі і досяг свого піка на початку 1980-х років.
NDW не мав єдиного музичного стилю та показав себе доволі різноманітним. У багатьох виконавців можна знайти ознаки, які б виокремлювали їх з маси інших артистів. Однак найбільш характерними були німецька мова, відносна недовговічність, а також часта грубість і прохолода. Останнє стало причиною того, що деякі гурти пішли проти тенденції часу і дистанціювалися від класифікації всієї німецькомовної попмузики, яка тоді була популярною. Але мінімалізм виступів також часто був стилістичним засіб. Багато з артистів були музично активними або успішними лише на той час, деякі з них повернулися близько 2000 року.

## Історія

### Походження терміна
Першу згадку про термін Neue Welle можна знайти у фан-журналі Die 80er Jahre 1977 року, написаному учнем Йозефа Бойса Юргеном Крамером (нім. Jürgen Kramer). Однак, серед мас термін першез 'явився у рекламі берлінської компанії Der Zensor (Буркхардт Зайлер) у гамбурзькому музичному журналі Sounds у серпні 1979 року. У рекламі він використовувався для позначення першого альбому гурту Deutsch Amerikanische Freundschaft. Через два місяці термін був використаний тодішнім музичним журналістом, а згодом оператором музичного лейбла Альфредом Гільсбергом для назви серії статей у Sounds з трьох частин ("Neue Deutsche Welle - Aus grauer Städte Mauern").

### NDW як андеграундна музика

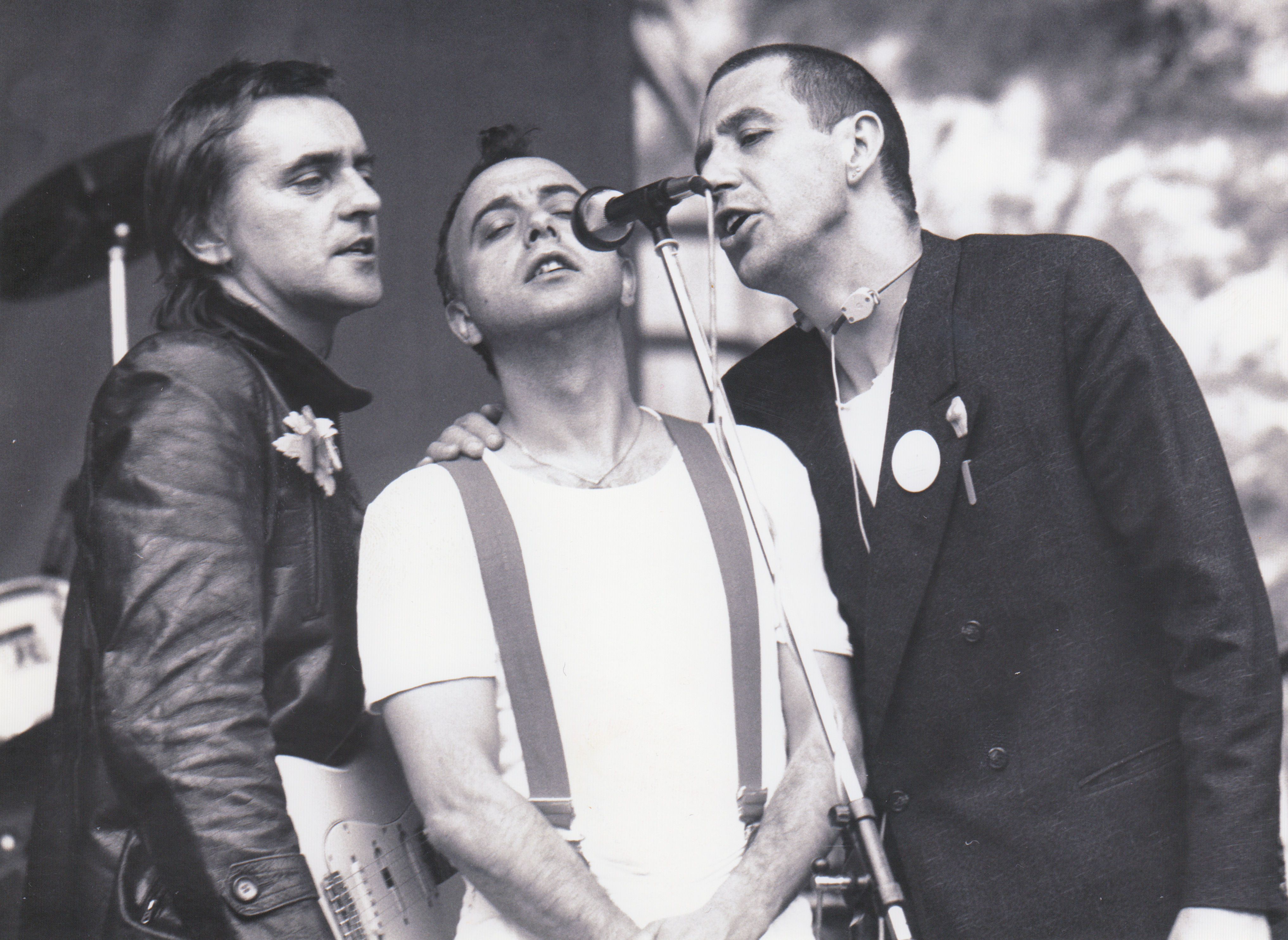
(1982)

У перші півстоліття, приблизно до 1981 року, "Нова німецька хвиля", хоча тоді вона так не називалася, була андеґраундним рухом, джерела якого сягали британського панку та музики нової хвилі. Дуже швидко з цих джерел виникла оригінальна формальна мова, на яку сильно вплинули більш кутасті та гострі ритми німецької мови (порівняно з англійською), на яку велика кількість гуртів вже на ранньому етапі зробили свій вибір. До представників цього етапу належать Abwärts, Abwärts, The Wirtschaftswunder, Der Plan або DAF. З точки зору звуку, синтезатори, які в ті роки з'явилися на ринку за доступними цінами, сформували звукову основу для багатьох творів, наприклад, електронні інструменти, такі як моделі Korg MS-10 і MS-20.
У ті роки NDW мала три осередки: Західний Берлін, Дюссельдорф (лейбли Rondo, Schallmauer-Records і Ata Tak) і Гамбург (Zickzack Records). Менші другорядні центри включали Лімбург, регіон Рейн-Майн (Майнц, Вісбаден, Франкфурт), Гаґен і Ганновер (No Fun Records).
Важливою частиною NDW у цей час був зв'язок з візуальним мистецтвом. Такі важливі місця, як Ratinger Hofабо іноді SO36, були під управлінням художників, таких як Юрґен Крамер та інших відомих німецьких митців.

### NDW як популярна музика
Спочатку великі звукозаписні компанії вважали NDW некомерційною, а отже, складною для просування на ринку. Серед гуртів, як і серед публіки, також існували застереження щодо роботи з індустрією. Однак ситуація змінилася, коли перші маркетингові кампанії з такими гуртами, як Fehlfarben, Extrabreit, Ideal або DAF, отримали напрочуд великий резонанс. В міру того, як NDW ставав дедалі успішнішим, цей лейбл також використовувався для просування на ринку виконавців, які співали німецькою мовою, в тому числі з Австрії та Швейцарії, які насправді не мали нічого спільного з NDW, або для створення відповідних реторт-гуртів. Зрештою, у жанрі дедалі більше домінували виконавці, які використовували елементи "шлагерів" у модернізованій, іноді іронічній формі. До них належали Hubert Kah, Markus та UKW.
Комерціалізація музичної індустрії призвела до розчарування серед засновників руху, андеграундних гуртів, і рух NDW знову швидко розпався. Але комерційна версія NDW також швидко втратила своє значення. Через інфляційну політику звукозаписних компаній та масову присутність жанру в ЗМІ, аудиторія незабаром була перенасичена. Багато музикантів завершили кар'єру, і лише кілька проєктів вижили. Так у 1983-1984 роках закінчився NDW.